# Stazione di Castellaneta Marina
Stazione di Castellaneta Marina vasútállomás Olaszországban, Puglia régióban,  Castellaneta településen. Az állomás 1869-ben nyílt meg.

## Vasútvonalak
Az állomást az alábbi vasútvonalak érintik:
- Jonica-vasútvonal
- Potenza-Brindisi-vasútvonal

## Kapcsolódó állomások
A vasútállomáshoz az alábbi állomások vannak a legközelebb:
- Stazione di Palagiano-Chiatona
- Stazione di Ginosa